# Sommer-Paralympics 2008/Rollstuhlfechten
Bei den Sommer-Paralympics 2008 in Peking wurden in insgesamt zehn Wettbewerben im Rollstuhlfechten Medaillen vergeben. Die Entscheidungen fielen zwischen dem 14. September und dem 17. September 2008 im Olympic Green Messezentrum.

## Klassen
Bei den paralympischen Fechtwettbewerben wurde in zwei Klassen unterschieden:
- A, für Fechter mit völlig intakter Rücken- und Bauchmuskulatur, die meist auch stehen können.
- B, für Fechter ohne vollkommen intakte Rücken- und Bauchmuskulatur.

## Ergebnisse
Es nahmen insgesamt 81 Athleten, davon 57 männliche und 24 weibliche, an den paralympischen Rollstuhlfechtwettkämpfen teil. Für jede Klasse (A und B) gab es fünf Wettbewerbe, davon zwei im Frauen- und drei im Männerfechten.

### Männer

#### Florett (A)
| Platz | Land                | Sportler           |
| ----- | ------------------- | ------------------ |
| 1     | Volksrepublik China | Ye Ruyi            |
| 2     | Volksrepublik China | Zhang Lei          |
| 3     | Polen               | Dariusz Pender     |
| 4     | Hongkong            | Chan Wing Kin      |
| 5     | Frankreich          | David Maillard     |
| 5     | Italien             | Matteo Betti       |
| 5     | Italien             | Alberto Pellegrini |
| 5     | Irland              | Tariq Alquallaf    |

Datum: 14. September 2008, 17:00 Uhr

#### Florett (B)
| Platz | Land                | Sportler         |
| ----- | ------------------- | ---------------- |
| 1     | Volksrepublik China | Hu Daoliang      |
| 2     | Frankreich          | Laurent Francois |
| 3     | Ungarn              | Pál Szekeres     |
| 4     | Ukraine             | Andrij Komar     |
| 5     | Ukraine             | Anton Datsko     |
| 5     | Frankreich          | Alim Latrèche    |
| 5     | Hongkong            | Charn Hung Hui   |
| 5     | Vereinigte Staaten  | Scott Rodgers    |

Datum: 14. September 2008, 17:25 Uhr

#### Degen (A)
| Platz | Land                | Sportler             |
| ----- | ------------------- | -------------------- |
| 1     | Volksrepublik China | Tian Jianquan        |
| 2     | Volksrepublik China | Zhang Lei            |
| 3     | Polen               | Radoslaw Stanczuk    |
| 4     | Frankreich          | David Maillard       |
| 5     | Frankreich          | Robert Citerne       |
| 5     | Italien             | Matteo Betti         |
| 5     | Thailand            | Koarakod Saengsawang |
| 5     | Ukraine             | Mykhaylo Baschukow   |

Datum: 15. September 2008, 17:00 Uhr

#### Degen (B)
| Platz | Land                | Sportler             |
| ----- | ------------------- | -------------------- |
| 1     | Volksrepublik China | Hu Daoliang          |
| 2     | Belarus             | Mikalai Bezyazychny  |
| 3     | Ukraine             | Sergej Schenkewitsch |
| 4     | Frankreich          | Marc-André Cratere   |
| 5     | Südkorea            | Gi-Hong Kim          |
| 5     | Vereinigte Staaten  | Scott Rodgers        |
| 5     | Frankreich          | Alim Latrèche        |
| 5     | Ukraine             | Andrij Komar         |

Datum: 15. September 2008, 17:25 Uhr

#### Säbel (A)
| Platz | Land                | Sportler                |
| ----- | ------------------- | ----------------------- |
| 1     | Volksrepublik China | Ye Ruyi                 |
| 2     | Volksrepublik China | Tian Jianquan           |
| 3     | Italien             | Alberto Pellegrini      |
| 4     | Hongkong            | Chan Wing Kin           |
| 5     | Polen               | Radoslaw Stanczuk       |
| 5     | Ukraine             | Mykola Dawydenko        |
| 5     | Russland            | Sergej Frolow           |
| 5     | Griechenland        | Markantonatos Pylarinos |

Datum: 17. September 2008, 15:20 Uhr

#### Säbel (B)
| Platz | Land       | Sportler             |
| ----- | ---------- | -------------------- |
| 1     | Frankreich | Laurent Francois     |
| 2     | Hongkong   | Charn Hung Hui       |
| 3     | Ukraine    | Sergej Schenkewitsch |
| 4     | Frankreich | Marc-André Cratere   |
| 5     | Russland   | Marat Jusupow        |
| 5     | Italien    | Gerardo Mari         |
| 5     | Spanien    | Carlos Soler         |
| 5     | Italien    | Alessio Sarri        |

Datum: 17. September 2008, 15:40 Uhr

### Frauen

#### Florett (A)
| Platz | Land                | Sportler           |
| ----- | ------------------- | ------------------ |
| 1     | Hongkong            | Yu Chui Yee        |
| 2     | Volksrepublik China | Zhang Chuncui      |
| 3     | Hongkong            | Fan Pui Shan       |
| 4     | Frankreich          | Sabrina Poignet    |
| 5     | Volksrepublik China | Zhang Wenxin       |
| 5     | Italien             | Loredana Trigilia  |
| 5     | Ungarn              | Zsuzsanna Krajnyák |
| 5     | Frankreich          | Patricia Picot     |

Datum: 16. September 2008, 16:00 Uhr

#### Florett (B)
| Platz | Land                | Sportler            |
| ----- | ------------------- | ------------------- |
| 1     | Hongkong            | Chan Yui Chong      |
| 2     | Volksrepublik China | Yao Fang            |
| 3     | Volksrepublik China | Ye Hua              |
| 4     | Thailand            | Saysunee Jana       |
| 5     | Russland            | Ljudmila Wassiljewa |
| 5     | Ungarn              | Gyöngyi Dani        |
| 5     | Ukraine             | Iryna Lukjanenko    |
| 5     | Ungarn              | Judit Palfi         |

Datum: 14. September 2008, 17:50 Uhr

#### Degen (A)
| Platz | Land                | Sportler           |
| ----- | ------------------- | ------------------ |
| 1     | Volksrepublik China | Zhang Chuncui      |
| 2     | Hongkong            | Yu Chui Yee        |
| 3     | Hongkong            | Fan Pui Shan       |
| 4     | Ungarn              | Zsuzsanna Krajnyák |
| 5     | Volksrepublik China | Zhang Wenxin       |
| 5     | Ukraine             | Alla Gorlina       |
| 5     | Ungarn              | Veronika Juhász    |
| 5     | Polen               | Dagmara Witos-Eze  |

Datum: 15. September 2008, 17:50 Uhr

#### Degen (B)
| Platz | Land                | Sportler            |
| ----- | ------------------- | ------------------- |
| 1     | Hongkong            | Chan Yui Chong      |
| 2     | Volksrepublik China | Yao Fang            |
| 3     | Thailand            | Saysunee Jana       |
| 4     | Russland            | Ljudmila Wassiljewa |
| 5     | Ungarn              | Judit Palfi         |
| 5     | Volksrepublik China | Ye Hua              |
| 5     | Ungarn              | Gyöngyi Dani        |
| 5     | Frankreich          | Sylvie Magnat       |

Datum: 16. September 2008, 15:40 Uhr

## Medaillenspiegel Rollstuhlfechten
| Medaillenspiegel Rollstuhlfechten | Medaillenspiegel Rollstuhlfechten | Medaillenspiegel Rollstuhlfechten | Medaillenspiegel Rollstuhlfechten | Medaillenspiegel Rollstuhlfechten | Medaillenspiegel Rollstuhlfechten |
| Platz                             | Land                              | G                                 | S                                 | B                                 | Gesamt                            |
| --------------------------------- | --------------------------------- | --------------------------------- | --------------------------------- | --------------------------------- | --------------------------------- |
| 01                                | Volksrepublik China               | 6                                 | 6                                 | 1                                 | 13                                |
| 02                                | Hongkong                          | 3                                 | 2                                 | 2                                 | 7                                 |
| 03                                | Frankreich                        | 1                                 | 1                                 | –                                 | 2                                 |
| 04                                | Belarus                           | –                                 | 1                                 | –                                 | 1                                 |
| 05                                | Polen                             | –                                 | –                                 | 2                                 | 2                                 |
| 05                                | Ukraine                           | –                                 | –                                 | 2                                 | 2                                 |
| 07                                | Italien                           | –                                 | –                                 | 1                                 | 1                                 |
| 07                                | Thailand                          | –                                 | –                                 | 1                                 | 1                                 |
| 07                                | Ungarn                            | –                                 | –                                 | 1                                 | 1                                 |